# Azaya
Azaya, de son vrai nom Mamady Kamissoko, né le 10 octobre 1989 à Kankan, est un auteur compositeur, arrangeur et chanteur guinéen.

## Biographie

### Enfance
Fils de Mamadi et de Ate Kourouma, il fut élevé par ses grands-parents Balakala et Makoura. Azaya apprit ses premiers rudiments de musique de 2000 à 2005 lorsqu'il accompagnait les artistes des Requins de Balakala, un groupe de musique de son grand-oncle Balakala.

### Cursus scolaire
Après ses études primaires et secondaires à Kankan, il obtient son baccalauréat en 2006 et s’oriente en droit privé à l’université Général Lansana Conté à Sonfonia d’où il sort diplômé en 2010.

## Carrière musicale
Après son succès avec les Requins de Balakala, il s’installe à Conakry pour ses études universitaires de 2006 en 2009, Azaya est a la fois bassiste du groupe de Yahoumba Sékou, de Saydou Sow et de Sékouba Kandia Kouyaté.
En 2008, Azaya effectue une première tournée américaine pour accompagner Sékouba Kandia Kouyaté. Au cours de cette tournée Azaya en profite pour enregistrer à Philadelphie son tout premier single intitulé Pardonne-moi, dont le succès l'encourage à s'intéresser au chant.
Entre 2009 et 2010, Azaya rejoint le guitariste, chanteur et arrangeur Manfila Kanté, dans le but d'améliorer ses connaissances musicales.
En 2010, après ses études, Il intègre immédiatement la musique urbaine avec le groupe de Seyland Koutchy, ce qui lui a permis de jouer derrière toutes les grandes stars de la musique urbaine en Guinée.
En 2011, par le biais de Sékouba Kandia , Azaya est sélectionné pour aller accompagner Sékouba Kandia Kouyaté , Aicha Koné et Takana Zion au Brésil pour le festival international de la conscience nègre. La même année, il intègre le groupe de l'artiste au pied magique Abraham sonty Koundouwaka comme étant à la fois bassiste, choriste et chef d'orchestre du groupe.
Le 1er décembre 2012, Azaya sort un maxi-single de 14 titres intitulé My love au Centre Culturel Franco guinéen pour célébrer la journée internationale de lutte contre le SIDA/IST.
Entre 2013 et 2014, il décide d’évoluer en solo, il crée à cet effet son propre groupe qu'il nomme Musique Sans Frontières dont il est le chanteur leader et enregistre son premier album intitulé Gnenessouma, qui est officiellement sorti par le label Benedi Records en collaboration avec le label Tiguida Prod. Le succès de l’album lui vaut d'être surnommé « Le Messie de la musique guinéenne » par ses fans.

## Tournée nationale et international
Depuis la sortie de l'album Jusqu'ici Azaya donne des concerts à travers le monde, dont six en Europe :
- 2 octobre 15 a Dortmund,
- 3 octobre 2015 a Bruxelles,
- 10 octobre 2015 a liège,
- 17Octobre 15 a Toulouse,
- 12 décembre 2015 a Paris,
- 20 février 2016 a Lille.
- 6 mars 2020 au festival BAMA ART Au Bamako.
- 2 juillet 2021 et sa femme Djély Kaba Bintou Kouyaté se rendent dans la capitale malienne pour un concert au stade Ouezzin Coulibaly.
- 23 et 24 mai 2021 Azaye et sa femme Djely Kaba Bintou Kouyaté se rendent au Libéria respectivement au Ministériel Complexe et au Byc Sports Pitch.

## Album
Le 01 décembre 2012, Azaya sort son tout premier maxi-single My love, qui va beaucoup marquer les mélomanes,.

### Single
- 2018 : Coco feat Timaya [7];
- 2020 : Tu me rends dingue feat Yemi Alade[8].

## Prix et distinctions
Depuis 2015 il remporte des prix et trophées parmi lesquels on peut citer :
- Nommé prix découverte RFI 2018[9];
- Meilleur artiste de l’année lors des J Awards 2018 ;
- Meilleur artiste et meilleur tube de l'année lors de la 5e édition Guinée Music Awards ;
- Le clip de Gnenessouma est le clip guinéen le plus vu sur YouTube en 2015;
- Numéro 1 du classement des meilleurs hit de l'année 2015 sur la radio Espace Fm;
- Meilleur hit de l’année sur la radio city Fm;
- Meilleur Artiste de l'année selon le vote des auditeurs sur la radio Evasion Fm;
- Nommé a trois reprises  Numéro 1 du top 10 des meilleures chansons guinéennes par le site internet Guinéenews.
- 2021 : Meilleure Chanson de l’année avec Allah Lekabon lors des VDMG,
- 2021 : Meilleur Clip Vidéo de l’année avec Allah Lekabon lors des VDMG,
- 2021 : Meilleur Artiste Masculin de l’année lors des VDMG,
- 2021 : Meilleur Clip Vidéo de l’année avec bb là en feat avec Djelikaba Bintou lors des VDMG,

## Vie privée

### Mariage
Azaya et Djelikaba Bintou ont organisé leur mariage religieux le 26 mai à Fria pendant le mois de ramadan puis le mariage civil à Conakry le 19 octobre 2019.

## Polémique
Après leur mariage religieux pendant le mois de ramadan à Fria, il annonce que leur mariage civil serait payant, ce qui crée un vive tollé sur les réseaux sociaux jusqu’à l’administration musicale par le biais de son agence chargée des spectacles qui dit vouloir interdire le mariage.